# Branice (powiat Głubczycki)

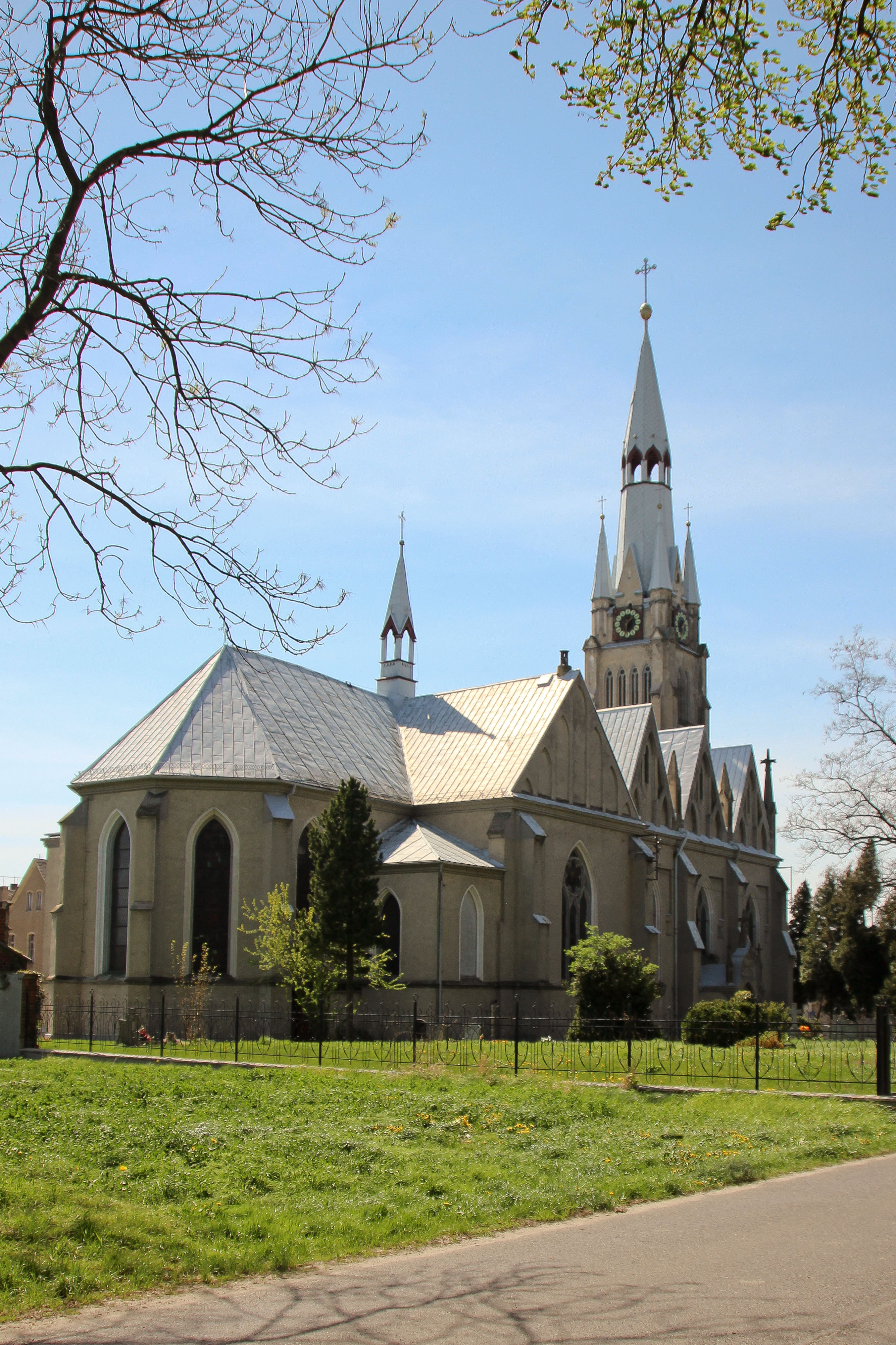

Branice (Duits: Branitz) is een dorp in het Poolse woiwodschap Opole, in het district Głubczycki. De plaats maakt deel uit van de gemeente Branice en telt 2300 inwoners.
Branice staat bekend om zijn psychiatrisch ziekenhuis, ooit gesticht door bisschop Josef Martin Nathan.
De naam Branice/Branitz is vermoedelijk afkomstig van het Tsjechische "Brána", hetgeen "poort" betekent. Het dorp werd gesticht in het midden van de 13e eeuw, door bisschop Bruno von Schauenburg, die zich er met een groep Duitsers vestigde. In 1289 was het een leengoed in het bezit van Benesch / Beneš van Branitz en Lobenstein, een telg uit de adellijke familie Beneschau. 
Na de Eerste Silezische Oorlog (in 1742) viel Branitz, zoals bijna heel Silezië, toe aan Pruisen. Met de reorganisatie van Pruisen behoorde Branitz van 1815 tot de provincie Silezië en werd vanaf 1818 opgenomen in het district Leobschütz, waarmee het tot 1945 verbonden bleef. Sinds 1874 behoorde de plattelandsgemeenschap Branitz tot hetzelfde district, dat ook de plattelandsgemeenschappen Bleischwitz en Michelsdorf en de Gutsbezirke Branitz en Michelsdorf omvatte.
Op 17 mei 1847 werd het dorp opgeschrikt door een verwoestende brand, waarbij 230 huizen verwoest werden en twee mensen omkwamen.
In 1893 kwam het dorp wederom in het nieuws omdat een weduwe de dorpsbewoners had opgelicht. Onder het voorwendsel dat overledenen aan haar zouden verschijnen, hield ze tegen betaling zielmissen voor de overledenen. Grote sommen geld werd de bewoners afhandig gemaakt; de "spiritiste" werd daarop veroordeeld tot een gevangenisstraf van 5 jaar.

## Tweede Wereldoorlog
Tijdens de Tweede Wereldoorlog was Branitz een tussenstop voor transport van Joden naar Theresienstadt. Begin februari 1945 werd Branice door de Russen veroverd.

## Naoorlogse periode
Kort na de Tweede Wereldoorlog werd de Duitse bevolking uit Branitz verdreven, en werd het dorp door de Polen omgedoopt tot Branice.